# Động cơ tuốc bin hơi nước

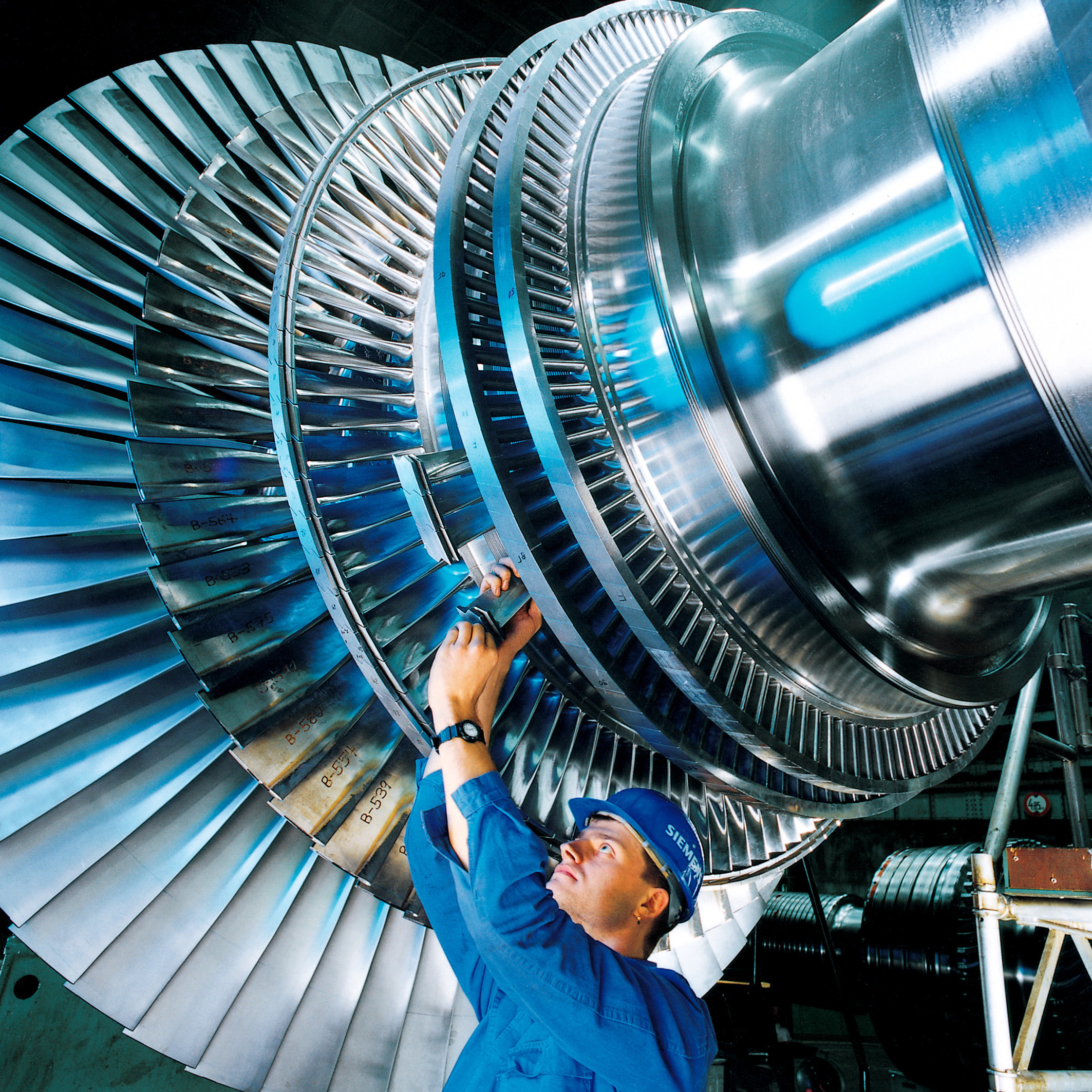
Rotor của một tuốc bin hơi nước hiện đại, lắp đặt trong nhà máy điện

Tua bin hơi nước (steam turbine) là một loại thiết bị được dùng để chuyển đổi nhiệt năng (dưới dạng hơi nước có áp suất cao) thành cơ năng (chuyển động quay). Thiết kế tua bin hơi nước hiện đại được Sir Charles Algernon Parsons, một kỹ sư người Anh-Ireland, phát minh vào năm 1884. Tua bin hơi nước có các đặc tính cơ bản của động cơ nhiệt cộng với việc được cải thiện về hiệu suất nhiệt động lực học từ quá trình dãn nở của hơi nước, để dần đạt tới ý tưởng về quá trình dãn nở thuận nghịch. Do tua bin hơi nước sinh ra chuyển động quay nên nó thường được sử dụng như một nguồn cung cấp năng lượng để quay rotor của máy phát điện trong các nhà máy điện (nhiệt điện hay điện hạt nhân) hay sử dụng như động cơ, cung cấp năng lượng quay chân vịt của các tàu chiến và một số tàu dân sự.

## Cấu tạo
- Nồi hơi: Nồi kín bên trong có chứa nước
- Ông dẫn hơi: đường ống chuyền hơi nước từ từ nồi hơi sang turbine.
- Turbine: là bộ phận cánh quạt xếp đều nhau quanh trục.
- Bộ giải nhiệt: thiết bị làm ngưng tụ hơi nước và dùng nước này bù vào lượng nước đã bóc hơi cho nồi hơi.

## Nguyên lý hoạt động
Khi có một nhiệt lượng bên ngoài tác động vào nồi hơi lớn hơi điểm sôi của dung môi bên trong (nước), nồi hơi thu nhận năng lượng làm nước sôi và bốc hơi tạo nên áp suất lớn đẩy luồng hơi này qua ống dẫn hơi tác động trực tiếp vào cánh quạt của turbine. Ống dẫn hơi đặt ở vị trí cố định nên lực tác động của hơi nước làm chuyển động từng cánh quạt quanh trục của turbine tạo thành động năng. Hơi nước vừa thoát ra được đẩy vào đường ống dẫn qua môi trường có nhiệt độ thấp hơn làm cho nước ngưng tụ lại và sau đó được dẫn trở lại nồi hơi để tiếp tục chuyển hóa thành hơi nước... tạo thành chu trình khép kín.

## Ứng dụng
Ứng dụng lớn nhất của tua bin hơi nước đó là cung cấp năng lượng để quay máy phát điện trong các nhà máy nhiệt điện (than, khí, dầu), nhà máy điện hạt nhân. Ngoài ra thì nó còn được sử dụng như động cơ của các tàu chiến và một số tàu dân sự cỡ lớn, thay cho các động cơ diesel không đủ công suất.